# Lepanje
Lepanje je vrlo fini, abrazivni postupak obrade materijala, koji se provodi sa slobodnim abrazivnim zrnima. Njime se dobivaju vrlo fino obrađene površine. Postupak karakteriziraju male brzine i sile (niski pritisci) rezanja. Lepanje je postupak koji se svrstava u najfiniju obradu skidanjem strugotine, a ima zadatak da postigne:
- ekstremnu dimenzionalnu točnost površina (ravne ili valjkaste),
- veliku paralelnost dvostruko lepanih površina,
- visoku kvalitetu lepane površine,
- ekstremno točnost dosjednih površina,
- odstranjivanje oštećenih površina i slojeva ispod površine, koji degradiraju električna ili optička svojstva obratka.
Općenito govoreći, kvalitetu obrade lepanja nije lako postići s drugim postupcima obrade. Lepanje se najčešće izvodi s pločom ili valjkom za lepanje (lapom) na kojoj se nalaze paste za lepanje. Paste za lepanje su mješavine finih abrazivnih zrna i topljivih ulja, mineralnih ulja ili masti.  Kod lepanja obratci, koji nisu prisilno vođeni, klize stalno mijenjajući smjer kretanja po ploči za lepanje na kojoj se nalazi sredstvo za lepanje. 

## Procesi lepanja
Najviše se proces lepanja koristi za izradu površina koje su vrlo ravne i glatke. Lepanje se također upotrebljava za izradu završnih okruglih površina, kao što su precizne cilindrične mjerke s vrlo uskim tolerancijama od 0,01 - 0,0005 mm. Obradak, koji se treba lepati, mora biti unaprijed pripremljen s završnom obradom vrlo blizu konačnih dimenzija. S grubim lepanjem se može odstraniti značajna količina materijala. Uobičajeno je dodatak za obradu veličine od 0,01 do 0,1 mm. 
Lepanje je abrazivna obrada koja se razlikuje od brušenja i honanja u tome što su abrazivna zrna slobodna. Kod brušenja i honanja su abrazivna zrna vezana vezivnim sredstvima u brusne ploče.
Ovi abrazivi se obično nabavljaju kao paste (sredstva) za lepanje, koja su odmah spremana za upotrebu. U pastama se zadržavaju abrazivna zrna koja su istrošena (koristila su se prije) i nova koja se upravo koriste. Paste za lepanje se uglavnom upotrebljavaju za ručna lepanja, dok se za strojna lepanja koriste mješavine lakih ulja sa suhim abrazivnim zrnima. Ove mješavine se pod pritiskom pumpe dovode na površine lepanja.

## Strojevi za lepanje
Strojevi za lepanje prilično su jednostavni, a sastoje se iz rotirajućeg stola na kojem se mogu nalaziti s tri ili četiri podesiva prstena. Standardni strojevi imaju ploče za lepanje promjera od 300 do 1200 mm, a veliki strojevi imaju ploče promjera i do 3600 mm. Elektromotori koji se upotrebljavaju u strojevima za lepanje imaju snagu od 0,75 do 15 kW. 
Ploča za lepanje najčešće je napravljena iz visokokvalitetnog lijevanog željeza. To je sivi lijev perlitne strukture tvrdoće od 150 do 140 HB. No, koriste se i drugi materijali kao što su: bakar i njegove legure, meki čelik, kositar (bijeli metal), antimon i olovo. Ploče za lepanje moraju biti idealno ravne. Obratci se drže u podesivim prstenima. Ovi prsteni rotiraju u istom smjeru kao i ploča za lepanje. Rotacijom se izvršavaju dva zadatka: Prvi je regulacija ploče za lepanje na takav način da se raspoređuje trošenje kako bi ona imala dugotrajnu upotrebu. Drugi zadatak rotacije je da ona drži obradak na mjestu. Brzina okretanja ploče zavisi od operacije koju treba obaviti. Kod izrade kompliciranih obradaka koristi se brzina okretanja od 10 do 15 o/min, a kod poliranja i do 150 o/min.
Prilikom lepanja potreban je pritisak lepanja od 20 kPa. Ponekad je i vlastita težina obratka dovoljna. No, ako su obratci lagani postavljaju se teške ploče na regulirajuće prstene. Kod velikih strojeva za lepanje koriste se pneumatska ili hidraulična dizala za postavljanje i skidanje teških ploča. 
Ploča za lepanje mora biti mekša ili u krajnjem slučaju isto toliko tvrda kao i obradak, kako abrazivna zrna se ne bi zabadala u obradak i degradirala njegovu obradu. Zavisno o operaciji poliranje za ciklus lepanja potrebno je od 1 do 20 minuta. Vrijeme obrade zavisi od veličine dodatka za obradu, vrste abrazivnog zrna i tražene kvalitete obrade.

## Veličina brusnih zrna i izbor ploče za lepanje
Ravnatost, hrapavost, kvaliteta površine i izpoliranost površine se uobičajeno ne postižu u isto vrijeme. Na primjer zrna silicijevog karbida režu brzo i daju kvalitetnu površinu ali uvijek ostavljaju hladnu i mat površinu. 
Zrnatost ili veličina brusnih zrna za lepanje varira za grubu obradu od 100 do 280 dok najčešće koriste «brašnasta» zrna od 320 do 800. Za vrijeme lepanja emulzija s abrazivnim zrnima se dovodi do ploče kako bi se zamijenila istrošena zrna. Razlog upotrebe dijamantnih zrna umjesto tradicionalnih zrna iz aluminijevog oksida ili silicij karbida se može sažeti u samo tri riječi. Dijamantna zrna su brža, čišća, a obrada je ekonomičnija. S dijamantnim pastama operacije lepanja i poliranja mogu se spojiti u samo jednu. Također je manje vremena potrebno za čišćene obradaka i otpadaka iz procesa, te konačno dijamantna zrna rezultiraju većom produktivnošću. Ploče za lepanje mogu imati spiralne, kvadratne, koncentrične i radijalne utore.
Željezo- agresivno odstranjivanje materijala:
odlična prva/gruba ploča za lepanje, s dugim periodom upotrebe,
često se koristi kao zamjena za ploče iz lijevanog željeza,
kod većine materijala stvara dobru kvalitetu površine,
Bakar – od umjerenog do agresivnog odstranjivanja materijala:
najčešće korištena, univerzalna ploča za lepanje,
odlična kad se osnovno i završno lepanje kombinira u jednom koraku,
prikladna za praktično svaki čvrsti materijal: metal, keramika, plastika, staklo, ugljik, i dr.
Keramika – umjereno odstranjivanje materijala:
uglavnom se koristi za lepanje/poliranje keramičkih dijelova i drugih materijala osjetljivih na naprezanje,
koristi se za one operacije kod kojih se metalna “zagađenja” ne mogu tolerirati,
dostupnija za lako obradive umjetne i prirodne keramičke materijale.
Kositar/olovo – fino odstranjivanja materijala:
najčešće korištena ploča za završno lepanje/poliranje,
često se koristi kao zamjena za jastuke za poliranje,
prikladna za metal, keramiku i druge materijale.
Kositar– fino odstranjivanja materijala:
često se koristi za one operacije kod kojih kontaminacija olovom se ne može tolerirati,
prikladna za prihvat ekstra finih abrazivnih zrna,

## Prednosti i nedostaci
Svaki materijal, tvrd ili mekan, može se lepati, kao i svaki oblik obratka sve dok je površina ravna. 
Prednosti
nema deformiranja obratka, pošto se on ne steže sa steznim napravama i vrlo se malo razvija topline,
nema stvaranja oštrih ivica, ustvari lepanjem se odstranjuju oštre ivice,
može se obrađivati svaku veličinu, promjer i debljinu od nekoliko tisućinki do one visine obratka s kojom se može rukovati na stroju za lepanje.
Nedostaci
lepanje se još uvijek smatra vještinom,
postoji puno promjenjivih, ulaznih varijabli u procesu lepanja, stoga je potrebno iskustvo i vještina,
bez obzira na sve preporučene vrijednosti proizvođača pasta i strojeva za lepanje, iskustvo i sistemi pokušaja i pogreške su još uvijek vrlo važni i potrebni faktori kako bi se postigli optimalni rezultati lepanja.